# Кёльрейтерия метельчатая
Кёльрейтерия метельчатая (лат. Koelreuteria paniculata) — вид деревьев, типовой вид рода Кёльрейтерия семейства Сапиндовые (Sapindaceae). Листопадное дерево или кустарник.
Родина — Восточная Азия. В миоцене Европу населял ископаемый вид Koelreuteria macroptera, объединённый в одну группу с кёльрейтерией метельчатой.
Популярна в ландшафтном дизайне из-за её эстетической ценности и устойчивости к неблагоприятным факторам окружающей среды.

## Ботаническое описание

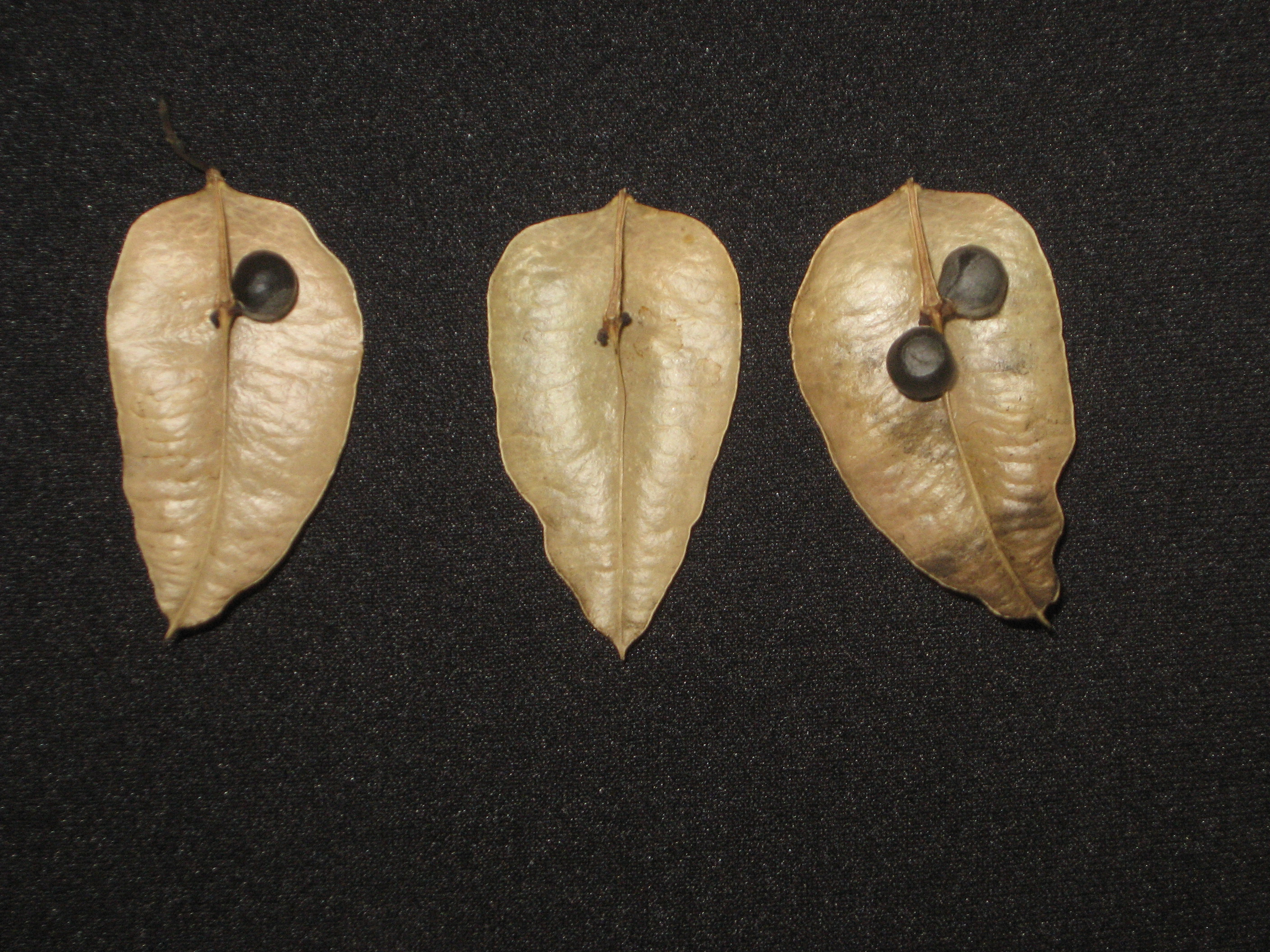
Плоды

Дерево высотой до 15 м (в заповедниках до 20 м), обычно значительно ниже, с округлой кроной.
Ветви восходящие, часто сильно изогнуты.
Кора шероховатая, коричнево-серая, с продольными бороздками.
Почки размером около 2 мм.
Листья очерёдные, длиной до 35 см, непарноперистые с 7 — 17 листочками; листочки овальные, заострённые, крупнопильчатые или городчатые, длиной 5 — 7 см.
Цветки с 4 лепестками жёлтого цвета, размером около 1 см, собраны в рыхлые метёлкообразные прямостоящие соцветия.
Время цветения наступает в июне — августе.
Плод — трёхстворчатая коробочка, цвет — от зелёного до красно-коричневого, с множеством чёрных семян. Плоды созревают в сентябре — октябре. Летучие коробочки разносятся ветром. 
Растёт быстро. Даёт корневые отпрыски.

## Распространение и экология

### В естественной среде

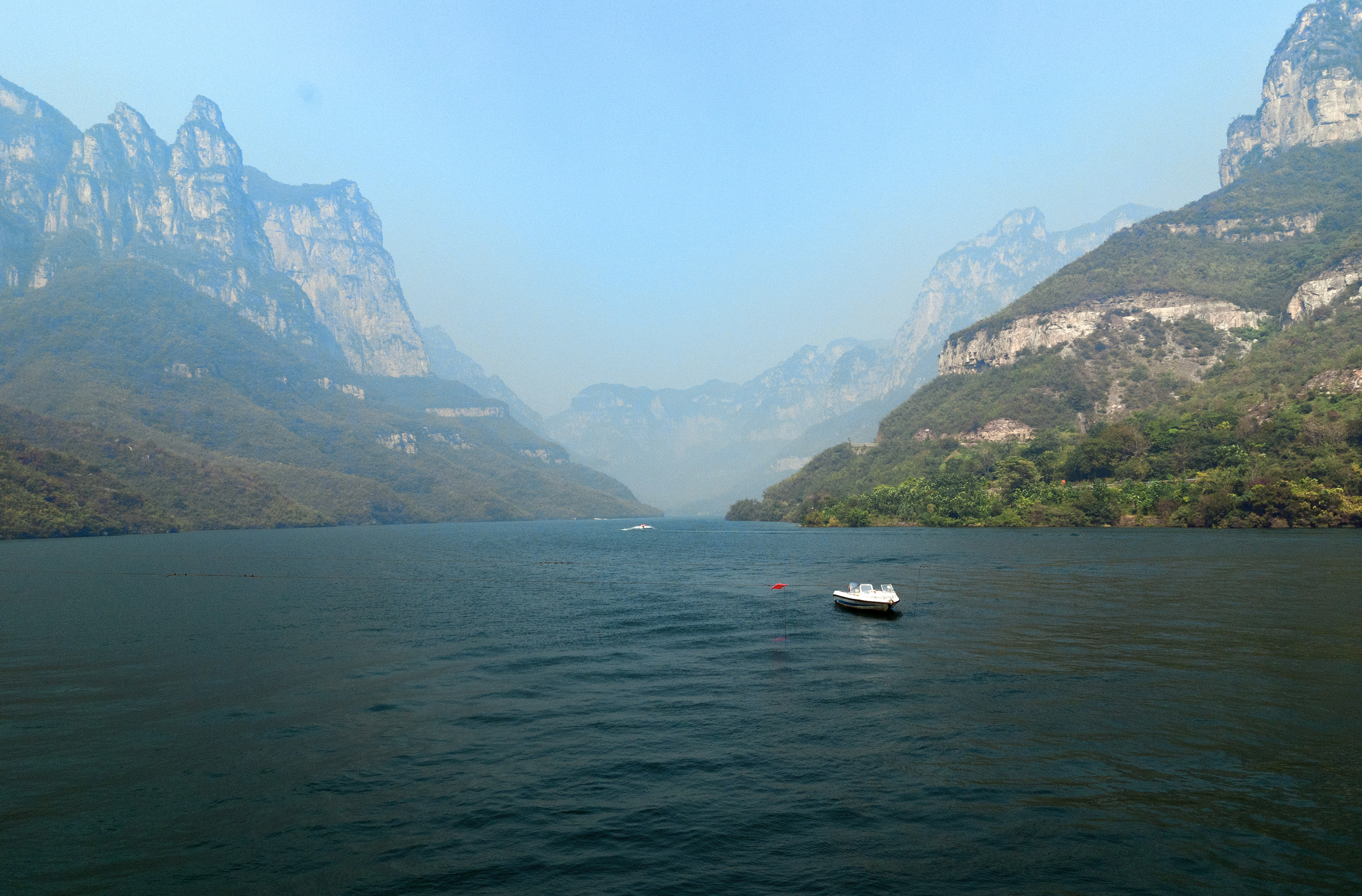
Каменистые низкогорья Юньтайшаня — характерные биотопы кёльрейтерии метельчатой и фисташки китайской

Дерево встречается в Восточной Азии (Северный и Центральный Китай, Корея, Япония). Северная граница ареала проходит через низкогорный пояс Яньшаня, то есть для растения привычен климат Пекина. На юге область распространения вклинивается в субтропический географический пояс.
Кёльрейтерия метельчатая является диагностическим видом в лесах, сложенных дубом изменчивым. Упомянута для нескольких вариантов этих засухоустойчивых дубняков. Первый отличается от второго тем, что расположен на меньшей высоте в горах, где жарче.
- Леса, в которых дуб изменчивый разбавлен фисташкой китайской, птероцелтисом Татаринова и видами каркаса. Южнее подключаются ликвидамбар формозский, дальбергия хубэйская и альбиция Калькора. Подлесок обычно состоит из витекса (Vitex negundo), гревии (Grewia biloba), линдеры (Lindera glauca), видов жостера и тутовника (Morus australis).
- Леса из дуба изменчивого и других дубов с участием видов дзельквы, платикарии и граба Турчанинова. Кустарниковый слой образован скумпией кожевенной, сумахом китайским, форзицией пониклой, симплокосом метельчатым и видами спиреи. Здесь встречаются дикий персик Давида и рододендрон мягкий.

Местообитания кёльрейтерии простираются на кипарисовые и сосново-дубовые леса. Они занимают каменистые преимущественно солнечные склоны, встречаются в верховьях сухих субтропических долин. Кипарис Чэна (Cupressus chengiana), похожий на кипарис гималайский, господствует в кипарисовых лесах. Многочисленная в смешанных лесах сосна китайская таксономически близка к сосне крымской. Дуб чуждый (Quercus aliena) можно сравнить с дубом скальным, а другой полувечнозелёный вид Quercus baronii входит в секцию каменных дубов. Лесообразующим породам сопутствует несколько видов деревьев: кёльрейтерия метельчатая, граб Турчанинова, шелковица монгольская и айлант высочайший. Подлесок богат разнообразными кустарниками: скумпией кожевенной, леспедецей двуцветной, кампилотрописом и кизильником многоцветковым. Определённую роль в подлеске играют жасмин цветистый, аралия китайская и Zanthoxylum simulans.

### В культуре
Культивируется как парковое и декоративное дерево во многих регионах Азии, Европы и Северной Америки. В условиях центральноевропейского климата зимостойкое, любит тепло и сухость, засухоустойчиво. На востоке Северной Америки стало инвазивным видом. Выращивается на Черноморском побережье России. Культурный ареал этого вида продвигается в континентальные районы юга России. Зоны зимостойкости (USDA): 5—9. В регионах с губительно холодными зимами её меняют на позолоченные сорта карагача (Ulmus pumila 'Jinye').
Устойчива к городской среде, в частности пригодна для уличного озеленения. Она улавливает загрязнения, поступающие от автомобильных дорог, выдерживает засоление почвы. Нетребовательна к уходу, но молодые деревья советуют кронировать для повышения декоративности и прочности. Кёльрейтерией метельчатой украшают скверы на перекрёстках, высаживают на лужайках в парках, благоустраивают ею игровые площадки и парковки. Если позволяет климат, то дерево достигает размеров достаточных для затенения тротуаров от палящего летнего солнца. Вредителями поражается незначительно. Иногда страдает от фитоплазмы и грибов-паразитов, например трутовика ложного. Необходимо помнить, что кёльрейтерия легко превращается в сорняк в комфортных для неё условиях.

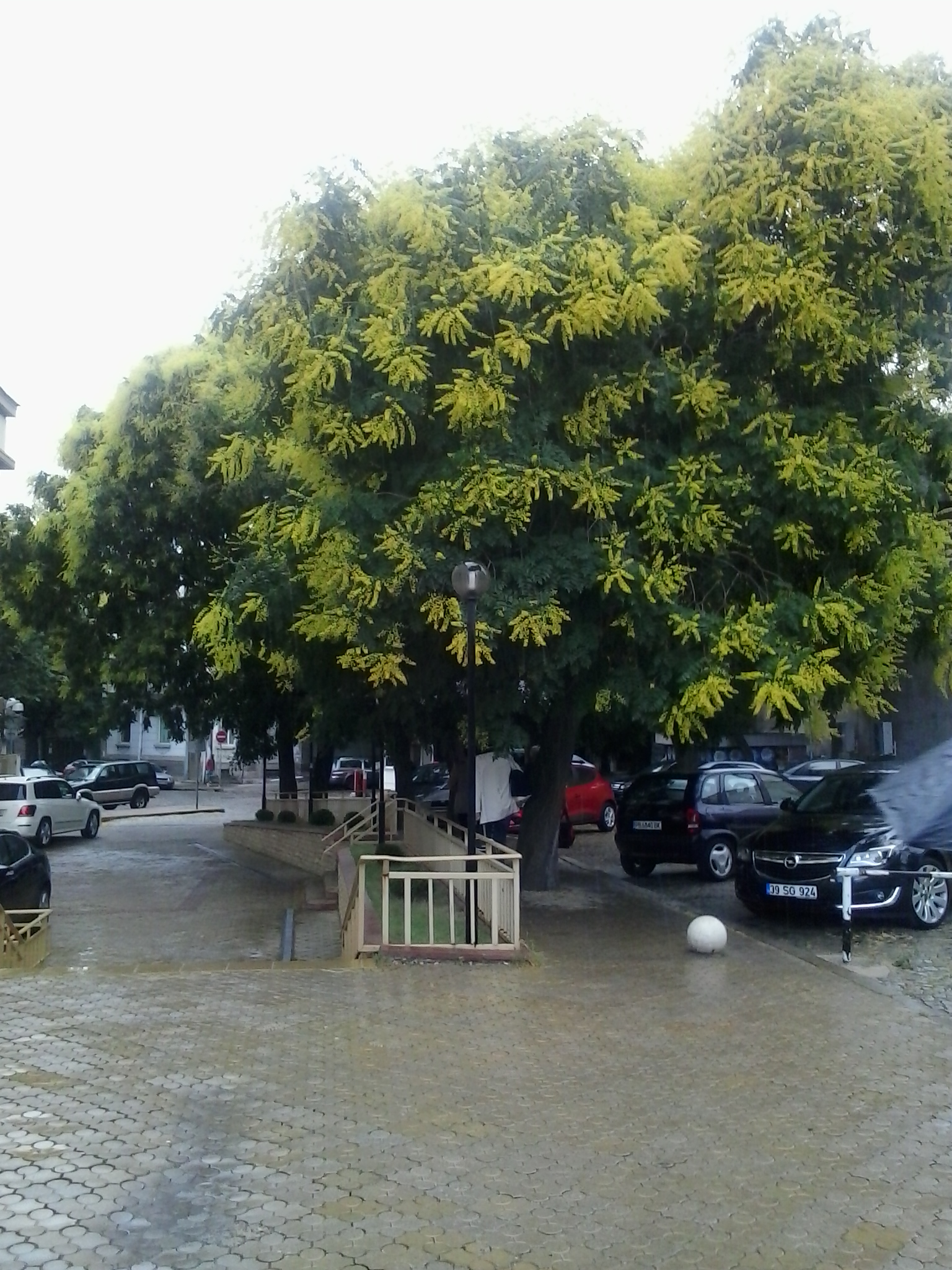
Цветущие деревья в Болгарии
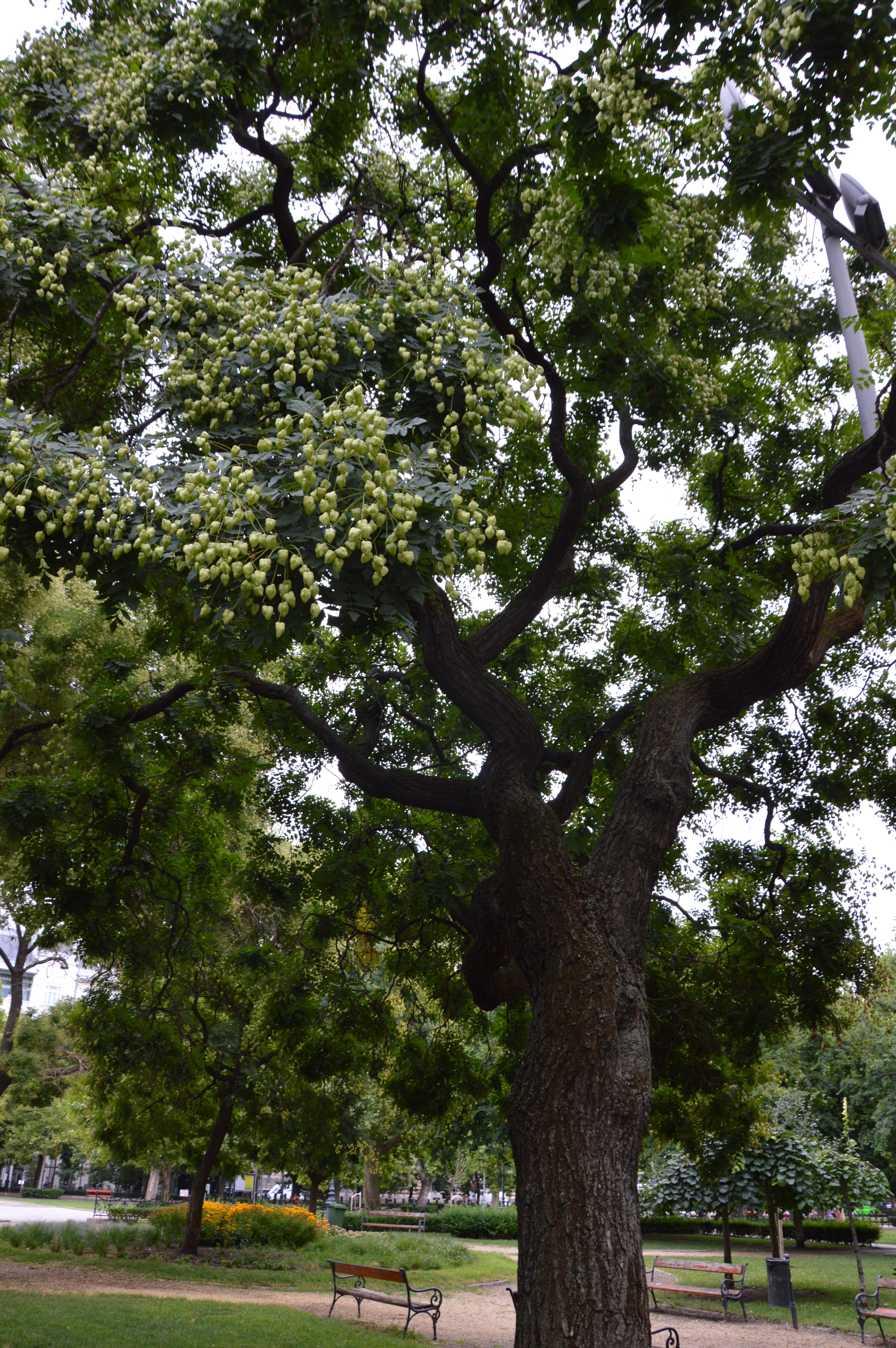
Кёльрейтерия в парке Будапешта
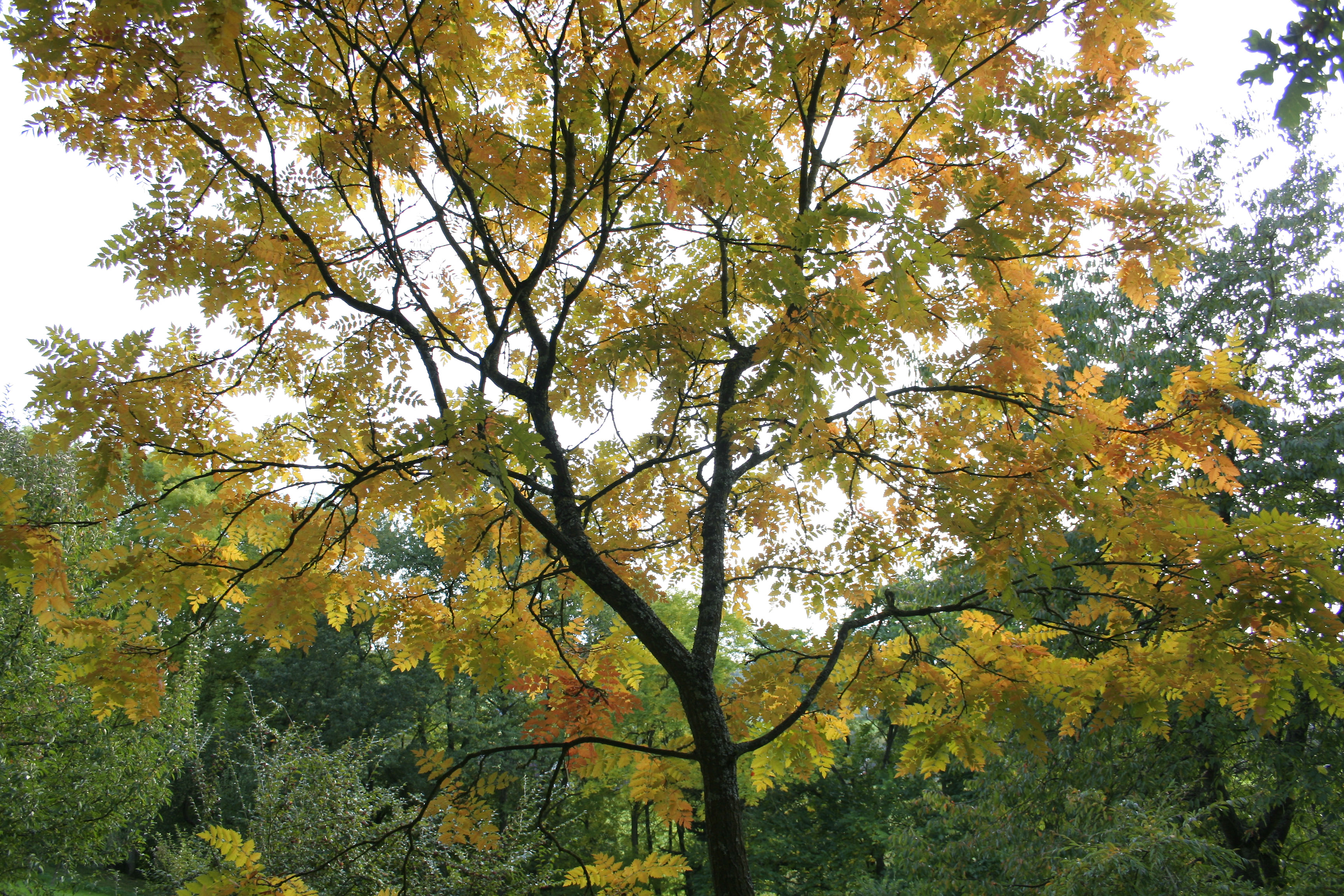
Осенняя окраска листьев, Бельгия
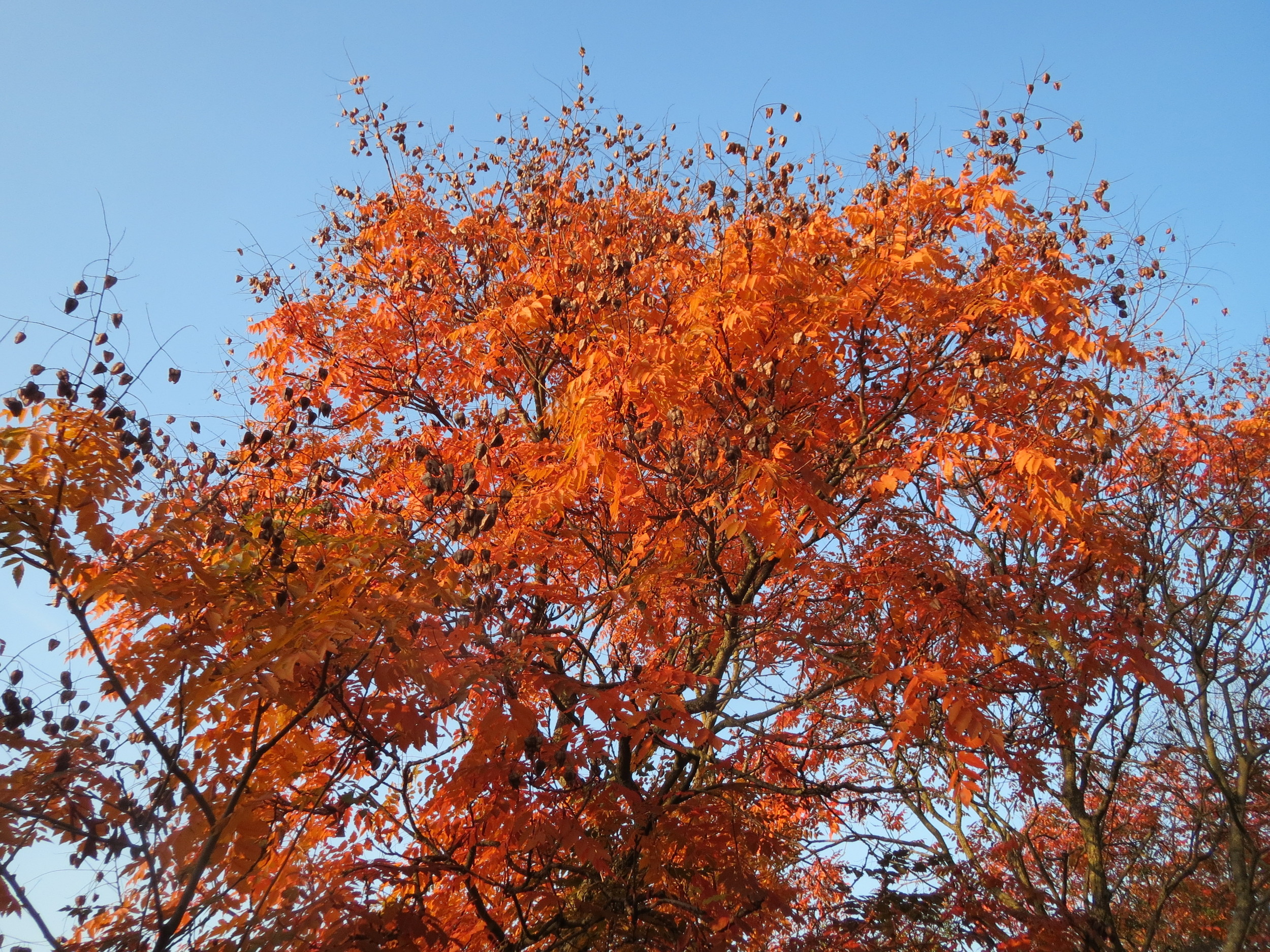
Осенняя окраска листьев, Германия